# William de Charrière de Sévery
William de Charrière de Sévery, né le 7 août 1846 à Orbe et mort le 2 janvier 1938, est un rentier, historien et personnalité politique vaudois.

## Biographie
William de Charrière de Sévery mène une brève carrière diplomatique de secrétaire de la légation suisse à Vienne entre 1871 et 1874. Il est député du cercle de Sullens au Grand Conseil du canton de Vaud de 1878 à 1889 et participe aux travaux de la Constituante en 1884-1885. 
Rentier, William de Charrière de Sévery est actif dans deux domaines : la philanthropie et l'histoire. Président de l'orphelinat de Lausanne et de la chambre des pauvres habitants de Lausanne, membre du comité de l'Hospice orthopédique, il est encore actif dans le comité de la Caisse d'épargne et de prévoyance de Lausanne. Comme historien, il a bénéficié d'un patrimoine documentaire familial parmi les plus remarquables du pays de Vaud : seul et avec son épouse Clara, il l'a exploité pour produire de nombreux articles parus, entre autres, dans la Revue historique vaudoise et un livre fort bien documenté, La vie de société dans le pays de Vaud à la fin du XVIIIe siècle (1911-1912). 
William de Charrière de Sévery est nommé bourgeois d'honneur de Sévery en 1910, en reconnaissance de l'aide apportée pour la restauration de l'église du village par le don de vitraux peints par Courvoisier. Il restaure pareillement le château, vieille propriété familiale. 

## Sources
- « William de Charrière de Sévery », sur la base de données des personnalités vaudoises sur la plateforme « Patrinum » de la Bibliothèque cantonale et universitaire de Lausanne.
- Archives cantonales vaudoises, dossier ATS
- Eugène Mottaz, "William de Charrière de Sévery", in Revue historique vaudoise, 1938, p. 47-51